# Antonio Boscacci
Antonio Boscacci (Sondrio, 11 gennaio 1949 – 30 maggio 2012) è stato un alpinista, arrampicatore e scrittore italiano.

## Biografia
È considerato uno degli inventori della Val di Mello arrampicatoria in quanto è stato uno dei primi alpinisti ad arrampicare sulle pareti di questa valle. È stato anche un pioniere del bouldering in Italia.
Tra le sue vie d'arrampicata più importanti va ricordata Luna Nascente, allo Scoglio delle Metamorfosi in Val di Mello, aperta nel 1978 con Mirella Ghezzi e Graziano Milani e considerata una delle perle delle Alpi nel suo genere.
Laureato in matematica, ha insegnato a lungo nelle scuole della sua città.
Tra le sue numerose pubblicazioni si trovano romanzi (Odore di merda, 2008, Tutte le vite e La Natüra, 2011, Ed. Nuceröla) e guide di alpinismo e scialpinismo.

## Opere
- Antonio Boscacci, Il Sasso di Remenno, C.A.I. Sondrio 1976.
- Antonio Boscacci, Val di Mello, Tamari, Bologna 1980.
- Antonio Boscacci, Sci alpinismo nelle Orobie Valtellinesi, Bissoni, Sondrio 1982.
- Antonio Boscacci, Sci alpinismo in Valmalenco, Valmasino, Valchiavenna, Zanichelli, Bologna.
- Antonio Boscacci, Guida al Sasso di Remenno e dintorni, Il Gabbiano, Cremnago.
- Antonio Boscacci, Sci alpinismo in Alta Valtellina, Il Gabbiano, Cremnago.
- Antonio Boscacci, Ascensioni Classiche in Valtellina, Il Gabbiano, Cremnago 1986.
- Antonio Boscacci, La Capanna Marco e Rosa, C.A.I. Sondrio, 1986.
- Antonio Boscacci, La capanna Mambretti nelle Orobie valtellinesi, C.A.I. Sondrio 1989.
- Antonio Boscacci, La Capanna Cederna Maffina, C.A.I. Sondrio, 1990.
- Antonio Boscacci, Orobie valtellinesi - Un parco naturale per lo scialpinismo, Albatros, Valmadrera, 1991.
- Antonio Boscacci, Sci Alpinismo in alta Valtellina, Albatros, Valmadrera, 1991.
- Antonio Boscacci, Luisa Angelici, Arrampicare in Spagna - La Pedriza e Montserrat, Albatros, Valmadrera.
- Antonio Boscacci, La capanna Marinelli-Bombardieri, C.A.I., Sezione Valtellinese, 1992.
- Antonio Boscacci, Tirano ed il suo Santuario- storia curiosità, itinerari, Albatros, Valmadrera, 1993.
- Antonio Boscacci, Il Leprassero ed altri racconti (disegni di Luisa Angelici), l'Officina del Libro, Sondrio.
- Antonio Boscacci, Le vignette di Antonio Boscacci, Albatros, Valmadrera.
- Antonio Boscacci, Una vita di fotografie (dall'archivio di Mosè Bartesaghi), Credito Valtellinese, Sondrio.
- Antonio Boscacci, Luisa Angelici, Valtellina facile. Brevi itinerari alla scoperta delle valli dell'Adda, Albatros, 1994 Valmadrera.
- Antonio Boscacci, Luisa Angelici, Castelli e torri della Valtellina e della Valchiavenna, Albatros, Valmadrera.
- Antonio Boscacci, L'Altavia della Valmalenco, Albatros, 1995 Valmadrera.
- Antonio Boscacci, Il Sentiero Roma, Albatros, 1995 Valmadrera.
- Antonio Boscacci, Scialpinismo in Valtellina e Valchiavenna, Lyasis, Sondrio 1996.
- Antonio Boscacci, Luisa Angelici, Bruno Galli-Valerio: Punte e Passi, C.A.I. Valtellinese, tip. Bettini, Sondrio 1999.
- Antonio Boscacci, Odore di Merda, Edizioni Nuceröla, 2008
- Jacopo Merizzi, Antonio Boscacci, Pietre allineate, terrazzamenti, vite e vino in Valtellina, Stefanoni, Lecco 2009.
- Antonio Boscacci, Tutte le vite, Edizioni Nuceröla, Sondrio 2010.
- Antonio Boscacci, La Natüra, Edizioni Nuceröla, Sondrio 2011.